# Кумбе-Майо
Кумбе-Майо (кечуа Kumpi Mayu) — археологічна ділянка на південному заході Перу за 19 км від міста Кахамарка, на висоті близько 3300 м над рівнем моря. Ділянка найбільш відома руїнами доколумбового акведука довжиною близько 8 км. Акведук збирав воду з атлантичного басейну та направляв її до басейну Тихого океану. За оцінками, він був споруджений близько 1500 року до н. е., та деякий час вважався найстарішою штучною спорудою Південної Америки. Назва «Кумбе-Майо» ймовірно походить від мови кечуа, kumpi mayu — «добре зроблений водяний канал» або humpi mayo — «тонка річка». В печерах навколо акведука збереглося багато пертогліфів.
Також у ділянці розташований «кам'яний ліс», що складається з природних вулканічних скель із слідами ерозії. Ця формація також відома як Los Frailones — «кам'яні монахи».